# Букино (Красносельский район)
Букино — обезлюдевшая деревня в Красносельском районе Костромской области России. Входит в состав Сидоровского сельского поселения. Фактически урочище.

## География
Находится на берегу реки Шача.
Уличная сеть не развита.

## История
С 30 декабря 2004 года входит в состав образованного муниципального образования Сидоровское сельское поселение, согласно Закону Костромской области № 237-ЗКО.

## Население
| 2008 | 2010 | 2014 |
| ---- | ---- | ---- |
| 0    | →0   | →0   |

## Инфраструктура
Было личное подсобное хозяйство.

## Транспорт
Просёлочная дорога.